# Sammy Smooha
Sammy Smooha (en hébreu : סמי סמוחה) est professeur de sociologie israélien né en 1941, qui enseigne à l'Université de Haïfa.

## Biographie
Il est récipiendaire du Prix Israël. Il est spécialisé dans la comparaison des relations entre ethnies, et a à ce titre étudié les divisions internes d'Israël, entre les Israéliens, mais aussi entre les Israéliens et les minorités ethniques dans une perspective comparative.
Smooha introduit le concept de démocratie ethnique dans un livre publié en 1989. D'après lui, Israël est l'archétype de la démocratie ethnique.